# Rattenlinien
Rattenlinien (englisch ratlines) war die von US-amerikanischen Geheimdienst- und Militärkreisen geprägte Bezeichnung für Fluchtrouten führender Vertreter des NS-Regimes, Angehöriger der SS und der Ustascha nach dem Ende des Zweiten Weltkrieges. Aufgrund einer aktiven Beteiligung hochrangiger Vertreter der katholischen Kirche an den Fluchtrouten trugen sie bis zur Beteiligung des US-amerikanischen Geheimdienstes den Namen „Klosterrouten“.
Die Fluchtrouten führten über Italien (meist von Südtirol nach Genua) oder über Spanien (das unter Herrschaft des mit Hitler sympathisierenden Diktators Franco stand) nach Südamerika und dort hauptsächlich nach Argentinien, wo Juan Perón, ein Sympathisant faschistischer Bewegungen, 1946 die Präsidentschaftswahlen gewann, aber auch in Länder der arabischen Welt. Über diese Routen gelang es nach dem Zweiten Weltkrieg einer großen Zahl von NS-Tätern, Faschisten und Kollaborateuren aus verschiedenen europäischen Ländern, einer strafrechtlichen Verfolgung zu entgehen.
Eine Besonderheit stellte die Rattenlinie Nord dar, da diese nicht aus Europa heraus führte, sondern nach Schleswig-Holstein in Richtung Flensburg verlief, wo im Mai 1945 der Sonderbereich Mürwik mit der letzten Reichsregierung entstand.

## Organisation und Ausführung der Fluchtrouten
Als Kopf der Fluchtorganisation gilt der faschistische kroatische Franziskaner-Priester Krunoslav Draganović, der eine Fluchtroute bereits 1943 vorbereitete und zusammen mit dem österreichischen Bischof Alois Hudal organisierte. Viele der Nationalsozialisten und Ustascha-Leute ehrten Draganović mit dem Namen „Goldener Priester“. Er war nachweislich bis 1962 für das Counter Intelligence Corps (CIC) der USA tätig; ihm wird ferner nachgesagt, sowohl für den britischen als auch den jugoslawischen und den sowjetischen Geheimdienst gearbeitet zu haben. Hudal besorgte den flüchtigen Nationalsozialisten Ausweiskarten („Carta di riconoscimento“), die das „Österreichische Bureau“, eine halboffizielle Vertretung in Rom, ausstellte. Bei Verdacht kam den Flüchtlingen außerdem die Unterstützung von päpstlichen Hilfsstellen zugute, die die Identität der Flüchtlinge beglaubigten und zudem die Visa beschafften, während das Italienische Rote Kreuz für die Organisation der Pässe zuständig war. Unterstützt wurden die Flüchtigen auch vom deutschen Verein Stille Hilfe, der in seiner Anfangszeit von hochrangigen Repräsentanten der deutschen Kirchen protegiert wurde.
In manchen Fällen wurden die Nationalsozialisten und Ustascha-Leute sogar über gefälschte Papiere als Überlebende von Konzentrationslagern ausgegeben. Wie der amerikanische Geheimdienst herausfand, halfen häufig Angestellte des argentinischen Konsulats in Barcelona gegen ein hohes Honorar, diese falschen Papiere zu beschaffen. Begünstigt wurde die Fluchtorganisation auch durch das Einwanderungsabkommen zwischen Argentinien und Italien, das es erleichterte, Flüchtige über Italien nach Argentinien zu schleusen.
Neben Italien war auch das von Franco beherrschte Spanien ein sicherer Platz für die flüchtigen Kriegsverbrecher, wo ihnen bis zu ihrer Abreise per Schiff eine Unterkunft, Taschengeld, Verpflegung und nicht selten sogar Startkapital für ihre neue Existenz zur Verfügung gestellt wurden. Die Kosten für die Schiffsüberfahrt dieser Flüchtigen übernahm in den meisten Fällen das Internationale Rote Kreuz.
Der US-amerikanische Geheimdienst CIC erkannte die Fluchtwege schon früh, unternahm aber keine Schritte dagegen und nutzte ab 1947 die Routen für eigene Zwecke, um zahlreiche Spione diskret und schnell aus dem von der Sowjetunion befreiten und besetzten Teil Österreichs zu schaffen. Viele hohe Funktionsträger des nationalsozialistischen Regimes wurden u. a. von amerikanischen Geheimdienstbehörden mit gefälschten Papieren ausgestattet, wobei viele auch unerkannt blieben. Die Amerikaner benannten die „Klosterrouten“ nach ihrem Eingriff in die Organisation der Routen in „rat lines“ um.
Der Schweizer Waffenexperte Paul Schaufelberger (1904–1975) half mit, deutsche Spezialisten nach Argentinien zu schleusen. Teilweise vermittelte er sie auch an die Hovag, mit deren Direktor Werner Oswald er freundschaftlich verbunden war. Sie versorgten die Schweizer Firma mit Bauplänen und Know-how für das Raketenprojekt der Hovag, die nach dem Krieg auf der Suche nach neuen Betätigungsfeldern war.

## Nachwirkungen und geflohene Nationalsozialisten
Mit Hilfe der Rattenlinien gelang es dem größten Teil der Ustascha-Führung zu fliehen, deren Kopf, Ante Pavelić, in Buenos Aires sogar eine Exilregierung (die jedoch nicht diplomatisch anerkannt wurde) ins Leben rief. Außerdem gelang es auch vielen Nationalsozialisten und SS-Angehörigen, sich ihrer Strafe zu entziehen und unterzutauchen. Die seit 1947 in Buenos Aires überwiegend in deutscher Sprache herausgegebene Zeitschrift Der Weg (spanisch El Sendero) wurde großteils von den geflohenen NS-Tätern (teils unter Pseudonym) gestaltet und verschrieb sich vor allem der Apologetik des nationalsozialistischen Deutschlands und war auch nicht frei von zum Teil plakativer Larmoyanz.
Auch französischen Kollaborateuren des Vichy-Regimes, Rexisten aus Belgien sowie Soldaten der Wlassow-Armee und Mitgliedern östlicher SS-Divisionen, insbesondere Ukrainern, gelang die Flucht. Hans-Ulrich Rudel, dem die Flucht ebenfalls gelang, wurde Militärberater des argentinischen Präsidenten Juan Perón, der die Kriegsverbrecher mit offenen Armen empfangen hatte. Rudel dankte später der Kirche dafür, dass sie „die Besten unserer Nation [gerettet habe und] das rasende Verlangen der wahnwitzigen Sieger nach Rache und Vergeltung wirksam vereitelt [werden konnte]“.
Die Spuren der Flüchtigen lassen sich laut Uki Goñi, Historiker und Autor des Buches The Real Odessa, in vielen Fällen nicht mehr verfolgen, da ein Großteil der Akten vernichtet oder geschwärzt worden sei. Er errechnete aber eine Zahl von mindestens 300 NS-Funktionären, die Argentinien erreicht hätten, während die argentinische Historikerkommission CEANA in ihrem Abschlussbericht von 1999 feststellte, dass nur 180 bekannte NS-Täter über die „Rattenlinie“ nach Argentinien gelangt seien.
Unter den Flüchtigen befanden sich unter anderem Ludolf-Hermann von Alvensleben, Klaus Barbie, Gerhard Bohne, Adolf Eichmann, Berthold Heilig, Johann von Leers, Josef Mengele, Erich Müller, Ante Pavelić, Erich Priebke, Walter Rauff, Eduard Roschmann, Josef Schwammberger, Franz Stangl, Friedrich Schwend, Otto Wächter, Gustav Wagner und Friedrich Warzok.

## Rolle des Vatikans
Die Frage nach der Rolle des Vatikans und der katholischen Kirche, die sich angesichts der Beteiligung mehrerer kirchlicher Würdenträger an der Fluchthilfe für Nationalsozialisten stellt, kann noch nicht abschließend bewertet werden. Fest steht, dass Pius XII. und sein enger Mitarbeiter Giovanni Montini (der spätere Papst Paul VI.) Alois Hudal mit weitreichenden Kompetenzen ausstatteten, die es ihm ermöglichten, die Ausschleusung zu organisieren. Unklar bleibt, ob sie dabei im Detail wussten, wem die Hilfe zugutekam. Etwas Klarheit bringen die Studien Uki Goñis, der britisches Archivmaterial sichtete. Demnach wandte sich in vier Fällen das vatikanische Staatssekretariat auf diplomatischem Wege an die Londoner Regierung, um eine Ausweisung kroatischer Kriegsverbrecher aus alliierten Kriegsgefangenenlagern und eine Auslieferung an Jugoslawien zu verhindern. Umgekehrt beschwerte sich der britische Botschafter am Heiligen Stuhl gegenüber Domenico Tardini, dass in exterritorialen Einrichtungen des Vatikans jugoslawische Kollaborateure Zuflucht fänden, ohne dass daraufhin die kirchliche Hilfe für Faschisten unterblieb. Nach Auffassung Goñis lässt dies auf die stillschweigende Billigung des Papstes für Draganovićs Aktivitäten schließen.
Der amerikanische Geheimdienstagent Robert Clayton Mudd schleuste 1947 einen Spion in die kroatische Nationalkirche in Rom ein, von wo aus der Franziskaner Krunoslav Draganović die Flucht mehrerer Ustascha-Faschisten organisierte. Im Bericht heißt es, dass in mehreren Räumen der Einrichtung zahlreiche kroatische Faschisten anzutreffen seien, unter ihnen auch ehemalige Minister und hochrangige Militärs des Ustascha-Staates. Der Bericht fährt fort, dass sich einige der Politiker zeitweise im Vatikan aufhielten und für die Reise von dort zur kroatischen Nationalkirche die Fahrzeuge des diplomatischen Korps des Heiligen Stuhls benutzten.
Mark Aarons und John Loftus führen in ihrem Buch Unholy Trinity Aussagen von Geistlichen an, nach deren Angaben Pius XII. direkt Anweisung für die Organisation der Rattenlinie gab. Ferner zeigen sie ein Bild, das Montini bei einem Besuch in der kroatischen Nationalkirche zeigt. Es soll zu der Zeit entstanden sein, in der sich dort laut Mudds Geheimdienstbericht zahlreiche kroatische Faschisten aufhielten.
Am 25. Juli 1943 berichtete der deutsche Botschafter am Heiligen Stuhl, Ernst von Weizsäcker, dem Auswärtigen Amt in Berlin, dass er von zwei Interventionen gehört habe, mit denen das Vatikanische Staatssekretariat sich für Angehörige der Familie Mussolinis und anderer Faschisten einsetzte.

## Filme und Literatur

### Bücher
Sachbücher
- Ann-Christin Graé: Die katholische Kirche und die so genannte Rattenlinie: Der Vatikan als Fluchthelfer für Naziverbrecher. GRIN Verlag, Norderstedt, 2011, ISBN 978-3-640-79364-8
- Regula Bochsler: Nylon und Napalm, Verlag Hier und Jetzt, Zürich 2022, ISBN 978-3-03919-569-5
- Ernst Klee: Persilscheine und falsche Pässe. Wie die Kirchen den Nazis halfen. Fischer, Frankfurt 1991. ISBN 3-596-10956-6 u. ö. (siehe auch Filme)
- Rena und Thomas Giefer: Die Rattenlinie. Fluchtwege der Nazis. Beltz, Weinheim 1992. ISBN 3-89547-855-5 (s. Filme).
- Uki Goñi: Odessa: Die wahre Geschichte. Fluchthilfe für NS-Kriegsverbrecher. Assoziation A, Berlin 2006, ISBN 3-935936-40-0 (auf der Verlagsseite: Link zu einem ausführlichen Interview mit dem Autor in Englisch).
  - in Spanisch: La auténtica „Odessa“: la fuga nazi a la Argentina de Perón Verlag Paidós, Barcelona-Buenos Aires-México 2002. ISBN 84-493-1329-5.
- Johannes Sachslehner: Hitlers Mann im Vatikan: Bischof Alois Hudal. Ein dunkles Kapitel in der Geschichte der Kirche. Molden, Wien-Graz 2019, ISBN 978-3-222-15040-1.
- Philippe Sands: Die Rattenlinie. Ein Nazi auf der Flucht. Lügen, Liebe und die Suche nach der Wahrheit. (übersetzt aus dem Englischen von Thomas Bertram); S.Fischer Verlag, Frankfurt am Main 2020, ISBN 978-3-10-397443-0.
- Gerald Steinacher: Nazis auf der Flucht. Wie Kriegsverbrecher über Italien nach Übersee entkamen StudienVerlag, Innsbruck-Wien-Bozen 2008, ISBN 978-3-7065-4026-1.
  - dsb.: “The Cape of Last Hope”. The Flight of Nazi War Criminals through Italy to South America. In: Günter Bischof, Klaus Eisterer (Hrsg.): Transatlantic relations: Austria and Latin America from 1800 to the present. Reihe: Transatlantica, 1. StudienVerlag, Innsbruck-Wien-Bozen 2006, ISBN 3-7065-4213-7 (engl. Vorab-Fassung des Buches).
- Eckhard Schimpf: Heilig. Die Flucht des Braunschweiger Naziführers auf der Vatikan-Route nach Südamerika. Appelhans, Braunschweig 2005, ISBN 978-3-937664-31-6.
- Heinz Schneppen: Odessa und das Vierte Reich. Mythen der Zeitgeschichte Metropol, Berlin 2007, ISBN 978-3-938690-52-9.
- Karlheinz Deschner: Ein Jahrhundert Heilsgeschichte. Die Politik der Päpste im Zeitalter der Weltkriege. 2 Bände, Kiepenheuer und Witsch, Köln 1982/83; erw. Neuaufl. in 1 Band u. d. T. Die Politik der Päpste im 20. Jahrhundert. Rowohlt, Reinbek bei Hamburg 1991, ISBN 3-498-01282-7 (Zur Rolle der katholischen Kirche, damaliger Wissenstand).
- Andrej Angrick, Klaus-Michael Mallmann (Hrsg.): Die Gestapo nach 1945. Karrieren, Konflikte, Konstruktionen. Veröffentlichungen der Forschungsstelle Ludwigsburg, 14. WBG, Darmstadt 2009, ISBN 978-3-534-20673-5.[5]
- Daniel Stahl: Nazi-Jagd: Südamerikas Diktaturen und die Ahndung von NS-Verbrechen. Wallstein, Göttingen 2013. ISBN 978-3-8353-1112-1.
- Guy Walters: Hunting Evil. How the Nazi war criminals escaped and the hunt to bring them to justice. Bantam Press, London 2009. ISBN 978-0-593-05991-3.

Als Roman
- Robert Kleindienst: Zeit der Häutung. Edition Laurin, Innsbruck 2019, ISBN 978-3-902866-72-1.
- Martin von Arndt: Rattenlinien. Roman  Ars Vivendi Verlag, Cadolzburg 2016, ISBN 978-3-86913-724-7.
- Stuart Neville: Ratlines. Roman  Soho Press, New York 2013, ISBN 978-0-09-955258-1.
- Philip Kerr: Das Janus-Projekt. Roman  (Originaltitel: The One from the Other, übersetzt von Cornelia Holfelde-von der Tann). Taschenbuchausgabe. Rowohlt, Reinbek bei Hamburg 2009, ISBN 978-3-499-24607-4.
- Otto Bonhoff, Herbert Schauer: Das unsichtbare Visier. Militärbuchverlag, Berlin; Gesamtausgabe 1983

1. Kennwort: Vergißmeinnicht 1975 (Verfilmung siehe unten)
2. Das Geheimnis der Masken
3. Depot im Skagerrak
4. Sieben Augen hat der Pfau

- Frederick Forsyth: Die Akte Odessa. Thriller (Originaltitel: The Odessa File, 1972). Deutsch von Tom Knoth. Ungekürzte Taschenbuchausgabe. Piper, München / Zürich 2000, ISBN 3-492-23126-8.

### Filme
- Karin Duregger: Die Rattenlinie – Nazis auf der Flucht durch Südtirol. AUT/ITA, 46 Min., 2015.[6] (Erstausstrahlung: 5. Mai 2015 in ORF 2 im Religionsmagazin Kreuz und quer.[7])
- Rena und Thomas Giefer: Die Rattenlinie. Fluchtwege der Nazis nach 1945 1990. 45 Min.[8]
- Ernst Klee (s. Bücher): „Persilscheine und falsche Pässe.“ Wie die Kirchen den Nazis halfen. Kirchenhistoriker Hans Prolingheuer zu den falschen Wahrheiten der „Reinwasch-Ökumene“. NDR, Erstsendung am 9. Oktober 1992. Red. Ralph Ludwig. 25 Min.[9]
- Das unsichtbare Visier nach Bonhoff & Schauer, Regie Peter Hagen; Fernsehen der DDR 1973. (Roman, s. Literatur)
- Die Akte Odessa nach Frederick Forsyth, Regie Ronald Neame; 1974. 120 Min (Roman, s. Literatur)